# Raquel Carrera
Raquel Carrera Quintana (Orense, España, 31 de octubre de 2001) es una jugadora de baloncesto española que pertenece a la plantilla del Valencia Basket, equipo que compite en la Liga Femenina Endesa y Euroliga. Es internacional con la selección de España. Mide 1,90 metros y juega en la posición de ala-pívot.

## Trayectoria
Debutó con 14 años en la Liga Femenina 2 con el RC Celta Zorka de Vigo. En 2019, siendo júnior de 17 años y tras ser nombrada MVP de la fase de ascenso a Liga Femenina, firma con Valencia Basket su primer contrato profesional por 5 temporadas. La primera de esas campañas, en 2019-20, jugó cedida en Araski AES de Vitoria, para ya pasar a formar parte de la plantilla del Valencia en la temporada 2020-21.
El 15 de abril de 2021 fue elegida en el puesto 15 del draft de la WNBA por las Atlanta Dream, convirtiéndose en la española seleccionada en la posición más alta hasta el momento.
El 16 de mayo de 2025, se anunció su renovación con el Valencia Basket por 2 años más, hasta 2027. 

## Clubes
- 2016-2019: RC Celta Zorka.
- 2019-2020: Araski AES.[12]
- 2020-Presente: Valencia Basket.

## Selección nacional
Ha jugado en las categorías inferiores de la selección española desde que debutó en el Mundial Sub-17 con 14 años. Ha disputado cuatro eventos FIBA: el Europeo Sub-16 de 2016 (oro), y 5.º puesto en 2017), el Europeo Sub-18 2018 (plata) y el Mundial U17 en otras dos ocasiones (6.º puesto las dos veces).
En el verano de 2021 debutó con la absoluta femenina representando a España en los dos campeonatos de ese verano. Primero participó en el Eurobasket 2021 celebrado en Francia y Valencia y en agosto de ese mismo año participó en sus primeros Juegos Olímpicos en Tokio 2020.

## Palmarés

### Clubes
Eurocup Femenina
- 2020-2021, Valencia Basket

Liga Femenina Endesa
- 2022-2023, Valencia Basket
- 2023-2024, Valencia Basket

Supercopa Femenina
- 2023-2024, Valencia Basket

Copa de la Reina
- 2023-2024, Valencia Basket

### Selección española

#### Absoluta
- Eurobasket 2023 ( Eslovenia,  Israel)
- Eurobasket 2025 ( Alemania,  República Checa,  Grecia,  Italia) — Equipo ideal (All-Star 5)

#### Categorías inferiores
- Europeo U16 2016 ( Italia)
- Europeo U18 2018 ( Italia)